# Meta (namn)

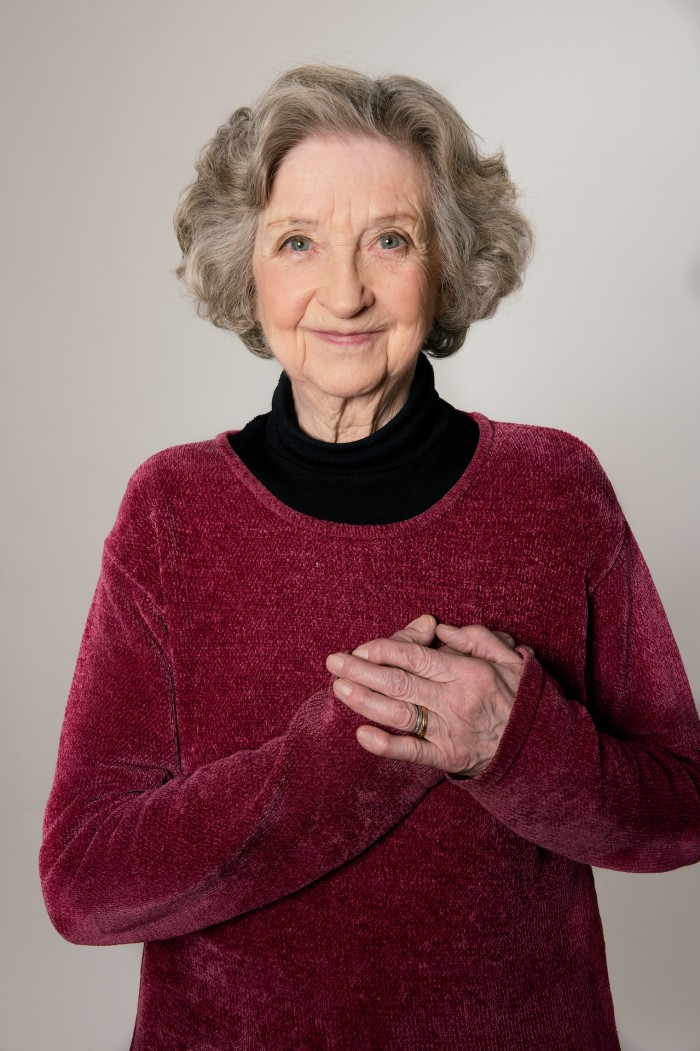
Meta Velander, 2014.

Meta är ett förnamn som företrädesvis bärs av kvinnor.
Den 31 december 2020 fanns totalt 262 kvinnor med förnamnet Meta folkbokförda i Sverige.

## Personer med namnet Meta
- Meta Roos
- Meta Velander